# Autostrada międzystanowa nr 68
Interstate 68 – autostrada międzystanowa w Stanach Zjednoczonych. Przebiega ze wschodu na zachód, z miejscowości Hancock w stanie Maryland do Morgantown w stanie Wirginia Zachodnia. Jej długość wynosi 116 mil (187 km). Budowę autostrady rozpoczęto w połowie lat 60. XX wieku, a do użytku oddano oficjalnie 2 sierpnia 1991 roku.
W stanie Maryland Interstate 68 określa się również jako National Freeway.